# OlliOlli
OlliOlli ist ein Side-Scrolling-Skateboard-Videospiel, welches von Roll7 entwickelt und am 22. Januar 2014 in Europa für PlayStation Vita von Roll7 selbst veröffentlicht wurde.
Das Spiel wurde von Entwickler General Arcade auf Microsoft Windows, macOS and Linux portiert und von Devolver Digital veröffentlicht. Eine Portierung für PlayStation 3 und PlayStation 4 wurde von BlitWorks entwickelt und von Roll7 veröffentlicht. Die Versionen für Xbox One, Wii U sowie Nintendo 3DS wurden von Carbon durchgeführt und von Curve Digital publiziert. Ein Port für Android wurde von BlitWorks entwickelt und von Devolver Digital veröffentlicht.
Mit OlliOlli2: Welcome to Olliwood wurde am 4. März 2015 ein Nachfolger für PlayStation Vita und PlayStation 4 veröffentlicht.

## Spielprinzip
Der Spieler steuert einen Skateboardfahrer. Dieser nimmt anfangs an Fahrt auf und behält seine Geschwindigkeit, wenn die Landung nach einem Sprung oder Grind mit dem richtigen Timing erfolgt. Ziel ist es mit möglichst vielen durch Trickjumps erspielten Punkten die Ziellinie zu erreichen. Nach einem Sturz muss der Abschnitt neu gestartet werden.

## Entwicklung
Das Spiel sollte ursprünglich für iOS erscheinen. Im Laufe der Entwicklung wurde jedoch klar, dass das Spielprinzip für physische Controller deutlich besser geeignet sei. Sony unterstützte die Entwickler finanziell und sorgte dafür, dass es zunächst exklusiv auf PS Vita erschien. Es wurde ohne jegliche Middleware direkt in C++ und dem PS Vita SDK implementiert, was spätere Portierungen erschwerte.

## Rezeption
Das Spiel erhielt positive Resonanz. Der Schwierigkeitsgrad sei sehr hoch. Trotzdem motiviere das Spiel durch Geschwindigkeit und kurze Levelabschnitte. Die Steuerung sei teils unpräzise und die Steuerkreuze überbelegt. Das Leveldesign sei gut durchdacht. Die zahlreichen Spielmodi laden die Spieler eine kurze Runde zu spielen. Die Version für PlayStation sei etwas runder als die Urversion für PS Vita. Eurogamer bewertete das Spiel als empfehlenswert, jedoch sei es nicht für jeden Spielertyp geeignet. Das Spiel sei teils extrem frustrierend, dabei jedoch genauso motivierend. Die kurze Ladezeit und die gut designten Passagen seien packend, ähnlich der Trials-Serie. Die Steuerung sei zwar einfach, benötige dennoch eine gewisse Einarbeitungszeit und kann auch als fummelig empfunden werden. Die Pixelart-Optik setze keine Höhepunkte, das Spiel sei hektisch und böte keine Highscore-Tabelle zum Vergleich mit Freunden.

### Auszeichnungen
- 2014: GameSpot Game of the Month[11]
- 2015: BAFTA Game Award Best Sports Game[12]